# Tom Gores
Tom Gores (* 1964 in Nazareth, Israel als Tewfiq Georgious) ist ein US-amerikanischer Investor und Unternehmer.

## Leben
Gores studierte an der Michigan State University in East Lansing. Er leitet das US-amerikanische Unternehmen Platinum Equity. Seit 2011 gehört ihm das Unternehmen  Palace Sports and Entertainment. Im selben Jahr erwarb er das US-amerikanische Basketballteam Detroit Pistons.
Nach Angaben des US-amerikanischen Forbes Magazine gehört Gores zu den reichsten US-Amerikanern.
Gores ist verheiratet und hat drei Kinder. Er lebt mit seiner Familie in Beverly Hills, Kalifornien. Er ist griechisch-libanesischer Abstammung.